# David Prutton
David Thomas Michael Prutton (Kingston upon Hull, 12 settembre 1981) è un ex calciatore inglese, di ruolo centrocampista.

## Caratteristiche tecniche
Nel 2001 è stato inserito nella lista dei migliori calciatori stilata da Don Balón.

## Carriera

### Club
Ha militato in FA Premier League con la maglia del Southampton.

### Nazionale
Ha partecipato agli Europei Under-21 del 2002.